# Badische VIII a
Die Dampflokomotiven der Gattung VIIIa waren Güterzuglokomotiven der Großherzoglich Badischen Staatseisenbahnen.
Für den Einsatz auf der Schwarzwaldbahn sowie den Strecken im Odenwald mit bis zu 12 ‰ Steigung wurden stärkere Lokomotiven benötigt, da die dreifach-gekuppelten Lokomotiven der Gattungen VII a und VII b an ihre Leistungsgrenzen kamen.
Man bestellte deshalb bei Hanomag zwölf vierfach-gekuppelte Lokomotiven. Um auf den kurvenreichen Strecken ein gutes Fahrverhalten zu erreichen, wurden die vier Achsen eng aneinandergerückt, trotzdem musste die letzte Achse etwas Seitenspiel erhalten.
Obwohl die Lokomotiven die in sie gesteckten Erwartungen erfüllten, erfolgte kein Nachbau. Durch den Einsatz von Verbundtriebwerken in Verbindung mit getrennten Radgruppen war die Konstruktion von Maschinen mit einer besseren Bogenläufigkeit möglich. Bis 1923 waren alle Lokomotiven ausgemustert.

## Konstruktive Merkmale
Die Lokomotiven verfügten über einen innenliegenden Blechrahmen. Der große Dampfdom saß auf dem vorderen Kesselschuss des Langkessels und besaß ein Federwaagensicherheitsventil. Die Feuerbüchse besaß eine glatte äußere Wandung und somit erreichte man eine Rostbreite von 1,33 m. Um die notwendige Rostfläche von 2 m² zu erreichen, braucht der Rost nur 1,5 m lang zu sein. Mit einer Rohrlänge von 5,06 m besaßen die Maschinen den damals längsten Kessel in Deutschland.
Das Zweizylinder-Nassdampftriebwerk mit innenliegender Allan-Steuerung war außenliegend und waagerecht angeordnet. Die Kolbenstangen reichten bei einer badischen Lokomotive erstmals durch die vorderen Zylinderdeckel. Der Antrieb erfolgte auf die dritte Kuppelachse.
Die Federung erfolgte durch über den Achslagern liegende Blattfedern die mit Ausgleichshebeln verbunden waren. Anfänglich besaßen die Lokomotiven einen Trommelsandkasten, der die erste Kuppelachse sandete. Diesen ersetzte man durch einen Sandkasten auf der Mitte des Langkessels, der die dritte Achse sandete.
Ausgestattet waren die Loks mit Schlepptendern der Bauart 3 T 11,5 oder 3 T 7,29.